# Dekanat Różan
Dekanat Różan – jeden z 24 dekanatów w rzymskokatolickiej diecezji łomżyńskiej.

## Parafie
W skład dekanatu wchodzi 7 parafii:
- parafia św. Marii Magdaleny w Czerwonce
- parafia Podwyższenia Krzyża Świętego w Goworowie
- parafia św. Jana Chrzciciela w Kuninie
- parafia św. Anny w Różanie
- parafia św. Jacka w Rzewniu
- parafia św. Stanisława Biskupa i Męczennika w Sieluniu
- parafia św. Szymona i Judy Tadeusza Apostołów w Szelkowie.

## Sąsiednie dekanaty
Krasnosielc, Maków Mazowiecki (diec. płocka), Ostrołęka – Nawiedzenia NMP, Ostrołęka – św. Antoniego, Ostrów Mazowiecka – Chrystusa Dobrego Pasterza, Pułtusk (diec. płocka), Rzekuń, Wyszków